# دیوید لونگو
دیوید لونگو (انگلیسی: David Luongo؛ زادهٔ ۱۳ مارس ۱۹۸۸) بازیکن فوتبال اهل فرانسه است.